# Марія Антонія Бурбон-Сицилійська (1814—1898)
Марія Антонія Анна Бурбон-Сицилійська (італ. Maria Antonia Anna di Borbone-Due Sicilie, також Марія Антонієтта Тосканська, італ. Maria Antonietta di Toscana; 19 грудня 1814 — 7 листопада 1898) — сицилійська принцеса з династії Бурбонів, донька короля Обох Сицилій Франциска I та іспанської інфанти Марії Ізабелли, дружина великого герцога Тоскани Леопольда II, матір останнього великого герцога Тосканського Фердинанда IV.

## Біографія
Марія Антонія народилася 19 грудня 1814 року у Королівському палаці в Палермо. Вона стала шостою дитиною та третьою донькою в родині кронпринца Сицилії Франциска та його другої дружини Марії Ізабелли Іспанської. Своє ім'я новонароджена отримала на честь двоюрідної бабусі Марії-Антуанетти. Дівчинка мала старших братів Фердинанда, Карла та Леопольда й сестер Луїзу Карлоту та Марію-Христину.
```
На момент її народження сімейство мешкало в Палермо, рятуючись від навали наполеонівських військ. За кілька місяців родина повернулася до 
Неаполю
 та, завдяки 
Віденському конгресу
, повернула собі втрачені землі.
```

У період 1815—1820 сім'я багато часу проводила на Сицилії, де Франциск був намісником, рідко відвідуючи столицю. У 1825 році він успадкував престол створеного Королівства Обох Сицилій. Королівська родина, яка поповнилася ще шістьма дітьми, тоді постійно жила в оточенні військових, побоюючись спалаху нової революції. Безпеку гарантували австрійські вояки, які дислокувалися в Неаполі.
Батько помер, коли Марії Антонії майже виповнилося 16. Матір, яка була досить молодою та вродливою жінкою, почала заводити коханців, що дратувало Фердинанда, який після смерті батька став королем. У Марії Антонії склалися із ним та його дружиною Марією Крістіною теплі стосунки. В колі родини вони кликали її «Тото».
Навесні 1833 року до Неаполя прибув посланець із Тоскани від великого герцога Леопольда II, який шукав собі нову дружину після смерті Марії Анни Саксонської. 23 травня він офіційно попросив руки Марії Антонії у присутності двору. Пропозицію дівчині робив також принц Фердинанд Філіп Орлеанський, кронпринц Франції, проте, з дозволу царюючого брата, обрала вона Леопольда. За два тижні відбулося їхнє вінчання. Перед весіллям у ході святкових розваг для великого герцога була дана вистава у театрі Сан-Карло та проведена екскурсія до руїн Помпеїв. Сама церемонія пройшла 7 червня 1833 у каплиці Королівського палацу в Неаполі. Нареченій було 18 років, нареченому — 32. Наступного дня молодята відплили до Ліворно на фрегаті «Сирена». До Тоскани вони прибули за тиждень і були зустрінуті мачухою, сестрою та доньками Леопольда. З Ліворно вони відбули до Пізи, де відвідали заплановані офіційні заходи, після чого попрямували до Флоренції.
У столиці Марія Антонія була добре зустрінута народом, який захоплювався її красою та радів італійському походженню нової великої герцогині. Леопольд, закоханий у юну дружину, оточив її почтом із флорентійських фрейлін та всіляко допомагав адаптуватися у новій домівці. Шлюб виявився щасливим. Невдовзі Марія Антонія завагітніла і за одинадцять місяців після весілля народила їхню першу доньку, яку назвали на честь її матері. Велика герцогиня перенесла пологову гарячку і довго видужувала. Всього у подружжя було десятеро дітей.
Марія Антонія згодом полюбила Флоренцію як рідне місто, покровительствувала художникам і була дуже популярною серед народу.
У 1848 році в Мілані почалося повстання проти австрійської влади. Леопольд та король Сардинії Карл Альберт відправили свої армії на допомогу повсталим. Марія Антонія шила пов'язки для поранених. Невдовзі з'ясувалося, що Карл Альберт прагнув лише розширити свої володіння, і Леопольд відкликав тосканське військо. Проте місцеві революціонери в цей час прагнули проголосити республіку, і родина великого герцога, рятуючись, виїхала до Гаети. За військовою допомогою Австрії, вони змогли повернутися та відновити владу влітку 1849 року.
У 1859 році флорентійська аристократія змусила Леопольда зректися трону на користь сина Фердинанда. Перед цим великий герцог із родиною виїхали із Флоренції через Болонью до Австрії. Зречення він підписав вже у Відні. Сімейство після цього оселилося у Богемії, де усамітнено мешкало у замку Брандіс. За десять років, у зв'язку із стабілізацією політичної ситуації, вони приїхали до Риму, де Леопольд і помер у січні 1870 року. Марія Антонія із дітьми повернулися до Австрії.
У літньому віці велика герцогиня продовжувала вести активний образ життя. У квітні 1893 року її запросив до Флоренції герцог Амеріго Антінорі аби відвідати його наново відреставрований палац. Також вона завітала до свого сина Людвіка Сальватора на Майорку.
Померла Марія Антонія у віці 83 років 7 листопада 1898 у Гмундені. Похована у імператорському склепі Капуцинеркірхе у Відні.

## Родина

Марія Антонія (третя зліва) у колі родини, портрет пензля Джузеппе Каммарано, 1820, музей Каподімонте

Чоловік —  Леопольд II, великий герцог Тосканський
Дітиː
- Марія Ізабелла (1834—1901) — дружина принца Бурбон-Сицилійського Франческо, мала шестеро дітей;
- Фердинанд (1835—1908) — великий герцог Тосканський у 1859—1860 роках, був одруженим із саксонською принцесою Анною Марією, а після її смерті — із пармською принцесою Алісою, мав одинадцятеро дітей;
- Марія Тереза (1836—1838) — прожила 2 роки;
- Марія Крістіна (1838—1849) — прожила 11 років;
- Карл Сальватор (1839—1892) — фельдмаршал-лейтенант австрійської армії, винахідник, був одруженим із сицилійською принцесою Марією Іммакулатою, мав десятеро дітей;
- Марія Анна (1840—1841) — прожила 1 рік;
- Райнер (1842—1844) — прожив 2 роки;
- Марія Луїза (1845—1917) — дружина князя цу Ізенбург-Бюденгена Карла, мала дев'ятеро дітей;
- Людвік Сальватор (1847—1915) — науковець, був закоханий у принцесу Матильду Австрійську, після її загибелі не одружувався, мав численних позашлюбних дітей;
- Йоганн Сальватор (1852— остання звістка 1890) — військовик, кандидат на трон Болгарії у 1878, відмовився від титулів у 1889, був одруженим із танцівницею Людмилою Штубеле, відомості про дітей відсутні, зник безвісти у 1890 році.

## Нагороди
- Орден Королеви Марії Луїзи (Іспанія) (4 травня 1826);
- Орден Зіркового хреста (Австрійська імперія) (14 вересня 1839);
- Великий хрест ордена Святої Катерини (Російська імперія) (22 квітня 1846);
- Орден Єлизавети (Австрійська імперія).